# Nuncia planocula
Nuncia planocula är en spindeldjursart som beskrevs av Forster 1954. Nuncia planocula ingår i släktet Nuncia och familjen Triaenonychidae. Inga underarter finns listade i Catalogue of Life.